# Taxila dora
Taxila dora är en fjärilsart som beskrevs av Hans Fruhstorfer 1904. Taxila dora ingår i släktet Taxila och familjen Riodinidae. Inga underarter finns listade i Catalogue of Life.